# Irena Kuran-Bogucka

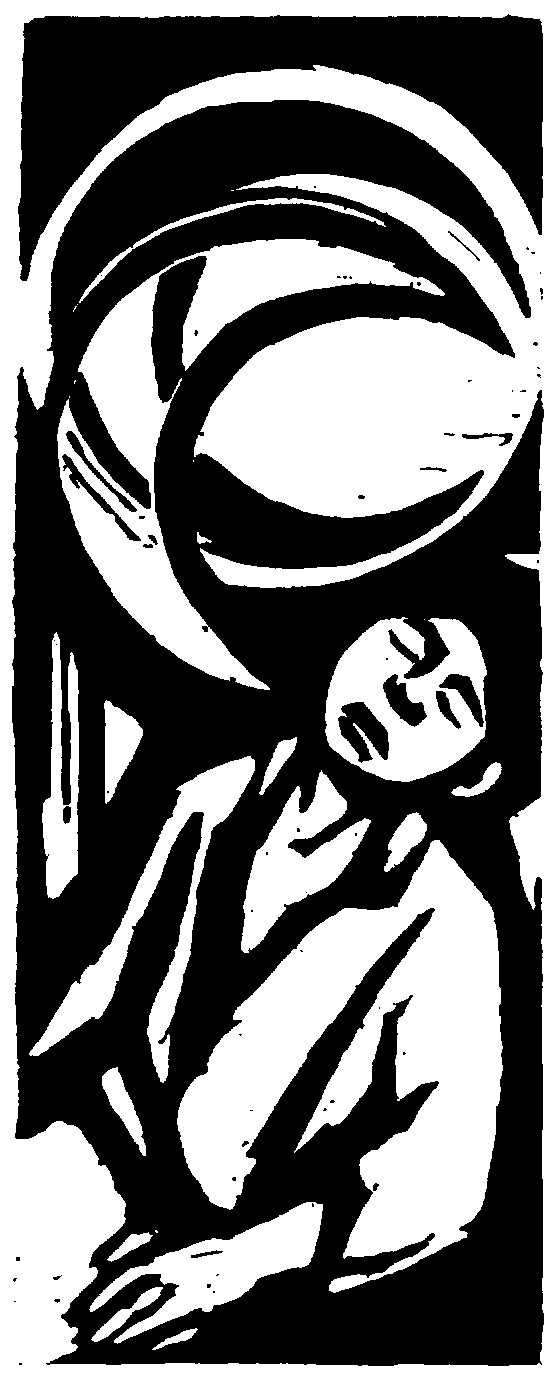
Irena Kuran-Bogucka „Romancero”, drzeworyt

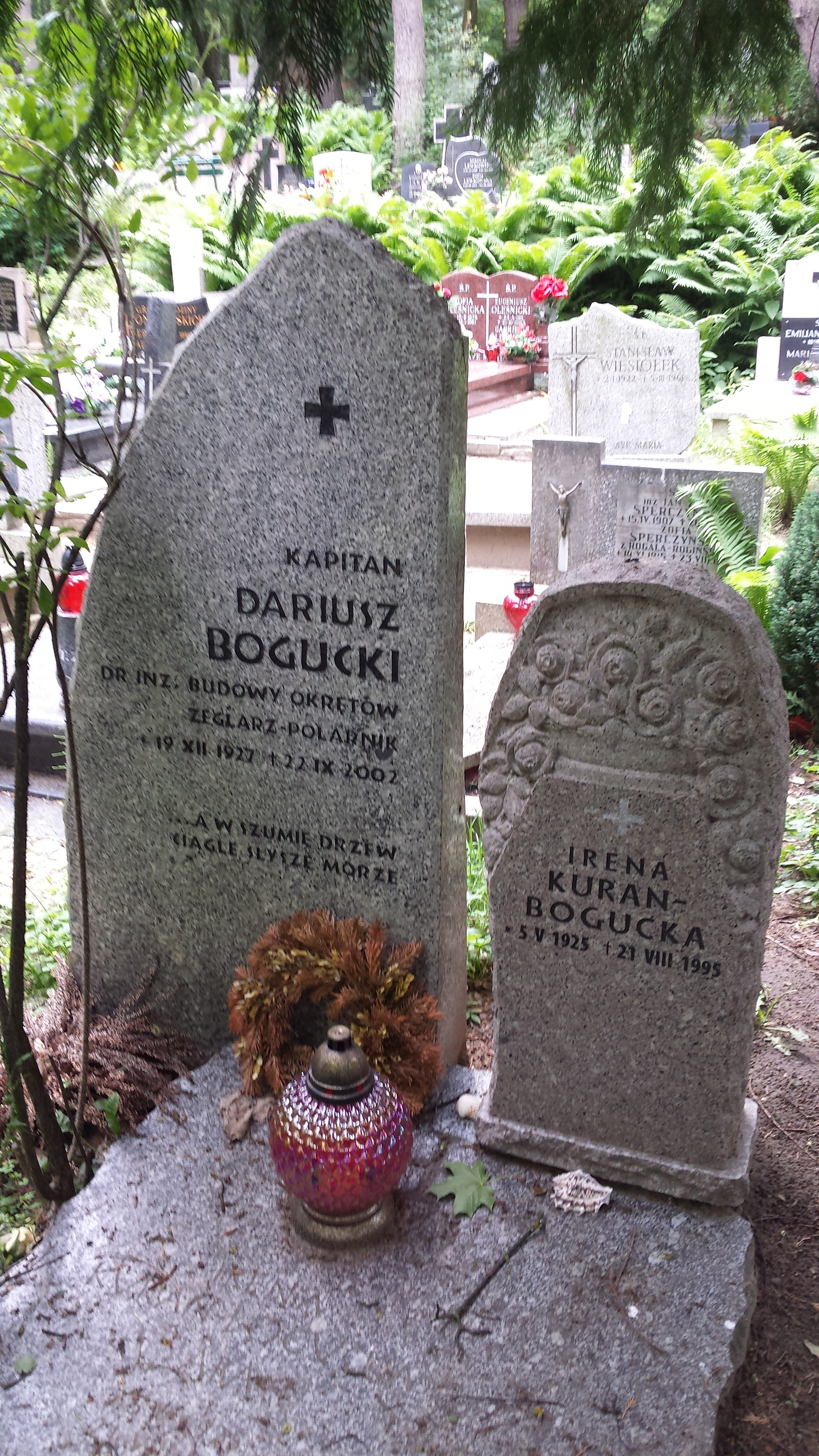
Grób Dariusza Boguckiego i Ireny Kuran-Boguckiej na cmentarzu Srebrzysko w Gdańsku

 Irena Kuran-Bogucka  (ur. 5 maja 1925 w Warszawie, zm. 21 sierpnia 1995 w Kartuzach) – polska graficzka, tłumaczka poezji.

## Życiorys
Studiowała na Akademii Sztuk Pięknych w Warszawie, w pracowni Tadeusza Kulisiewicza. W roku 1948 przeniosła się na stałe do Gdańska. Miała liczne wystawy indywidualne w kraju i za granicą, brała również udział w wystawach zbiorowych, jej grafiki służyły jako ilustracje książek oraz wydań własnych przekładów poetyckich. Tłumaczyła wiersze Federica Garcii Lorki, Rafaela Albertiego, Heinricha Heinego, Güntera Grassa.
Od 1948 była żoną znanego żeglarza Dariusza Boguckiego, z którym miała dwie córki: Ewę Marię Slaską pisarkę i Katarzynę Bogucką-Krenz poetkę i tłumaczkę.
Pochowana na cmentarzu Srebrzysko w Gdańsku (rejon IX, kwatera TAR III wojskowy-4).

## Najważniejsze osiągnięcia w dziedzinie grafiki
Udział w wystawach zbiorowych, krajowych i międzynarodowych (m.in. w Niemczech, Jugosławii, Norwegii, Francji, Włoszech, Bułgarii, Mongolii); 40 wystaw indywidualnych w kraju i za granicą m.in. w: USA, Kanadzie, Niemczech, Austrii, Francji, Danii, Szwecji, Finlandii, Belgii, na Węgrzech, na Sri Lance, w Indonezji i na Kubie.
Jej prace znajdują się w kolekcjach prywatnych oraz w zbiorach muzealnych (m.in. Muzeum Narodowego w Warszawie i w Gdańsku, Muzeum Wojska Polskiego w Warszawie, w muzeach w Szczecinie, Poznaniu, Słupsku i Wrocławiu, a także w Galerii Drezdeńskiej oraz w zbiorach Biblioteki Mediolańskiej i Instytutu Kultury Polskiej w Londynie.
Laureatka licznych nagród i wyróżnień na wielu konkursach graficznych. Była członkinią Związku Polskich Artystów Plastyków, Stowarzyszenia Marynistów Polskich. 

## Najważniejsze osiągnięcia w dziedzinie translatorskiej /publikacje książkowe/
Literatura hiszpańska: 
- Federico García Lorca, Poezje. Wyd. Morskie, Gdańsk 1982
- Rafael Alberti, Chłodna mięta mórz. Wyd. Morskie, Gdańsk 1986
- Federico García Lorca, Romancero cygańskie (wydanie dwujęzyczne), Wyd. Mitel, Gdynia 1992
- Federico García Lorca, Sonety ciemnej miłości, Inst. Wyd. Świadectwo, Bydgoszcz 1994

oraz 
- Przekłady wierszy Alfonsiny Storni
- Udział w przygotowaniu Leksykonu pisarzy świata XX wieku (wyd. przez Fundację Literatura Światowa)

Jej tłumaczenia na język polski wierszy poetów niemieckich znalazły się w nast. wydaniach: 
- Antologia poezji niemieckiej,
- Wybór dzieł H. Heinego,
- Wiersze wybrane Güntera Grassa
- Wiersze M. Kaleko, M. Pohla, O.E. Hartlebena publikowane były w magazynie literackim WIR (wyd. w Berlinie)

Ponadto publikacje przekładów poetyckich ukazywały się w pismach literackich „Literatura na Świecie”, „Punkt”, „brulion”, „Tytuł”.
Należała do nast. stowarzyszeń: 
- Polskie Stowarzyszenie Hispanistów
- Stowarzyszenie Pisarzy Polskich
- Towarzystwo Polska-Hiszpania
- ZAiKS

Brała udział w zjazdach i kongresach, poświęconych literaturze hiszpańskiej, na których wygłaszała odczyty i referaty o poezji i sztuce przekładu poetyckiego, m.in. we Wrocławiu oraz w Grenadzie i Madrycie. Egzemplarze książek z jej przekładami znajdują się w księgozbiorach w Hiszpanii, m.in. w Muzeum F.G. Lorki we Fuentes Vaqueros oraz w rodzinnym archiwum poety w Madrycie.
Poezja słowa i obrazu towarzyszyła całemu jej artystycznemu życiu. Zawieszona pomiędzy dwoma światami – grafiki i poezji – potrafiła stworzyć harmonijną całość, jak choćby w cyklu graficznym Romancero cygańskie, którego inspiracją były wiersze Federica Garcii Lorki, czy w cyklu ilustracji do wierszy R. Albertiego O aniołach. Poezję widziała wszędzie wokół siebie: w zamglonym pejzażu i w twarzy starego rybaka, w gałązce kwitnącej jabłoni i w uliczkach Głównego Miasta w Gdańsku. Na swój artystyczno-malarski sposób była zafascynowana morzem – jako temat powracało w jej szkicach, czarno-białych grafikach i kolorowych linorytach, m.in. w scenach z portu rybackiego na Helu i w cyklach Skandynawia, Mity Śródziemnomorskie czy Dalekie morza.

## Odznaczenia
- Złoty Krzyż Zasługi
- Odznaka 1000-lecia Państwa Polskiego
- Odznaka „Zasłużony Działacz Kultury”
- Odznaka honorowa „Zasłużonym Ziemi Gdańskiej”
- Brązowa i Złota Odznaka „Zasłużonego Pracownika Morza”

## Nagrody i wyróżnienia
- III nagroda w II Ogólnopolskim Konkursie na Grafikę Marynistyczną w Malborku (1963)[2]
- Nagroda „Pegaza” w Turnieju Czerwonej Róży za tłum. poezji Federica Garcii Lorki (1983)
- Stypendium rządu Hiszpanii – za osiągnięcia w dziedzinie przekładów poezji Federica Garcii Lorki na język polski (1986)
- Nagroda X Poznańskiego Międzynarodowego Listopada Poetyckiego za najlepszą książkę roku w dziedzinie przekładu poetyckiego (poezje R. Albertiego) (1987)
- I Wyróżnienie Stowarzyszenia Tłumaczy Polskich – w dziedzinie przekładu poetyckiego (1987)
- Subwencja hiszpańskiego Ministerstwa Kultury (Dział Książki i Bibliotek) za najlepszy światowy przekład literatury hiszpańskiej, przyznawana wydawcy, Madryt (1987)
- Nagroda Gdańskiego Towarzystwa Przyjaciół Sztuki (1994)